# Pacto de sangre (álbum de Muro)
Pacto de Sangre es el cuarto álbum de la banda madrileña de heavy metal Muro. Fue el primer trabajo donde el batería original, Juan Ramón Ruiz, no participó; en su lugar entró Joaquín Arellano. Ese mismo año, la banda dejaría de existir hasta el 1999.

## Lista de temas
1. "Desengancha" – 3:35
2. "Lujuria" – 4:08
3. "Voy a Por Ti" - 4:28
4. "Pacto de Sangre" – 5:14
5. "Bébetelo todo" – 03:18
6. "Muerte por Muerte" – 3:14
7. "Una Mentira Llamada Amor" – 6:42
8. "Los Nueve Mandamientos" – 4:32

## Créditos
- Silverio Solórzano "Silver" - Voz
- José Manuel Navarro "Largo" - Guitarra y coros
- Julio Rico "Julito" - Bajo y coros
- Joaquín Arellano "El Niño" - Batería y coros
- Carlos Martínez - Productor
- Francisco Martínez - Ingeniero
- Iván Camacho - Ingeniero
- Juan Manuel Escudero - Ingeniero
- Elías González - Arte de la portada